# Légifrance
Légifrance es el sitio web oficial del Gobierno francés para la difusión pública de textos legislativos y reglamentarios, y las decisiones judiciales de los tribunales supremos sobre derecho nacional, europeo e internacional.
La página es gestionada y actualizada por la Secretaría General del Gobierno francés, y fue creada por decreto el 7 de agosto de 2002.